# ويليام برينت بيل
ويليام برينت بيل (بالإنجليزية: William Brent Bell)‏ هو كاتب سيناريو ومنتج أفلام ومخرج أمريكي، ولد في 17 سبتمبر 1970 في ليكسينغتون في الولايات المتحدة.

## وصلات خارجية
- ويليام بيل على موقع IMDb (الإنجليزية)
- ويليام بيل على موقع ألو سيني (الفرنسية)
- ويليام بيل على موقع أول موفي (الإنجليزية)
- ويليام بيل على موقع بوكس أوفيس موجو (الإنجليزية)
- ويليام بيل على موقع قاعدة بيانات الأفلام السويدية (السويدية)
- ويليام بيل على موقع قاعدة بيانات الفيلم (الإنجليزية)
- ويليام بيل على موقع كينوبويسك (الروسية)